# Au temps des grisettes
Pour plus de détails, voir Fiche technique et Distribution.
Au temps des grisettes est un film français réalisé par Georges Denola, sorti en 1911.

## Fiche technique
- Titre : Au temps des grisettes
- Titre de travail : 	Mimi Pinson
- Réalisation : Georges Denola
- Scénario : d'après le conte Mademoiselle Mimi Pinson d'Alfred de Musset[1]
- Photographie :
- Montage :
- Producteur :
- Société de production : Société cinématographique des auteurs et gens de lettres (S.C.A.G.L)
- Société de distribution :  Pathé Frères
- Pays d'origine :  France
- Langue : film muet avec les intertitres en français
- Tournage : du 17 au 21 janvier 1911
- Format : Noir et blanc — 35 mm — 1,33:1 — Muet
- Genre : Comédie
- Métrage : 225 mètres
- Durée : 7 minutes
- Date de sortie :
  - France : 12 juillet 1911

## Distribution
- Charles Dechamps : le peintre Marcel
- Paulette Lorsy : Mimi Pinson
- Paul Capellani : l'étudiant
- Gaston Sainrat
- Andrée Pascal : Francine
- Paul Landrin :